# Bund der Schweizerinnen gegen das Frauenstimmrecht
Der Bund der Schweizerinnen gegen das Frauenstimmrecht war ein Verein von Schweizerinnen, die sich in den 1960er-Jahren gegen das Frauenstimmrecht in der Schweiz einsetzten.
Gegründet 1958 von Gertrud Haldimann als Frauenkomitee gegen die Einführung des Frauenstimmrechts in der Schweiz, setzte sich der Bund in der ersten nationalen Volksabstimmung über das Frauenstimmrecht 1959 noch durch, unterlag aber 1971 und löste sich auf. Ihren Einsatz gegen das Frauenstimmrecht begründeten die Aktivistinnen mit der Bewahrung der unterschiedlichen Rollen von Mann und Frau, obwohl viele von ihnen selbst nicht diesen Rollenbildern entsprachen.

## Mitglieder
Die Mitglieder des Bundes waren gut ausgebildete Frauen, von denen viele einen akademischen Titel trugen, unverheiratet oder berufstätig waren. Viele waren mit Politikern, die das Frauenstimmrecht ablehnten, verwandt oder beruflich verbunden. Entgegen den gegen sie oft erhobenen Vorwürfen waren sie aber nicht Marionetten dieser Männer, sondern engagierte und selbstmotivierte Aktivistinnen.
Die Unterstützerinnen des Frauenstimmrechts warfen den Gegnerinnen auch vor, als elitäre Oberschichtgruppe vor allem ihre Vormachtstellung gegenüber den «einfachen Frauen» bewahren zu wollen. Die aktiven Befürworterinnen und Gegnerinnen des Frauenstimmrechts unterschieden sich in Bezug auf Herkunft, Konfession oder wirtschaftliche Stellung indes nicht massgeblich, so dass wohl vor allem persönliche Erfahrungen und die Einstellung zu den gesellschaftlichen Geschlechterrollen ausschlaggebend für die Haltung der Einzelnen waren.
Die Aktivistinnen des Bundes brachten sich aktiv und engagiert in die politische Diskussion um das Frauenstimmrecht ein. Sie verfassten etwa Beiträge in der Presse und traten als Rednerinnen auf Parteiversammlungen oder in Diskussionen im Fernsehen und Rundfunk auf. Damit relativierten sie allerdings ihre Argumente, Frauen wollten oder könnten politische Rechte nicht wahrnehmen, gleich selbst. Die Befürworterinnen des Frauenstimmrechts hielten sich dagegen bewusst zurück, um Männer Männer überzeugen zu lassen.
Insgesamt bestand der Bund aus einigen hundert Frauen, die sich auch in einigen kantonalen Sektionen organisierten, etwa in Luzern und Zürich. Der Zürcher Bund setzte sich gemäss seinen Statuten gegen das Frauenstimmrecht, aber für das «Wohl der Frauen und der Familie» und den «Einfluss der Frau in der Gesellschaft» ein, so etwa ein gesetzlich geregeltes Mitspracherecht in Fragen der Kirche, Schule und öffentlichen Fürsorge. Die Unterlagen des Zürcher Bundes liegen beim Staatsarchiv des Kantons Zürich.
Nach der Einführung des Frauenstimmrechts auf nationaler Ebene 1971 löste sich der Bund auf, und seine Mitglieder machten von ihren neuen politischen Rechten Gebrauch. Einige versuchten auch, konservative Frauen zur politischen Betätigung zu motivieren.
Zu den Führungspersonen und prominenten Aktivistinnen des Bundes gehörten:
- Gertrud Haldimann (1907–2001), Mitgründerin, Präsidentin des Bundes von 1959 bis 1967,[6] Apothekerin
- Ida Monn-Krieger (1916–1970), Mitgründerin, Aktuarin sowie Präsidentin des Bundes von 1967 bis 1970[7]
- Josefine Steffen-Zehnder (1902–1964), Doktor der Geschichtswissenschaften und Leiterin eines Studentenheims, Präsidentin des Bundes der Luzernerinnen gegen das Frauenstimmrecht[8]

## Argumente und Motivation
Die Mitglieder des Bundes argumentierten vor allem von der traditionellen Geschlechterrolle der Frau aus, die ihr Haus und Familie als Wirkungsfeld zuwies. Ihrer Meinung nach würde die politische Beschäftigung den Frauen die Zeit nehmen, die sie als Hausfrau und Mütter bräuchten. Auf die Politik könnten sie ja auch über den Ehemann Einfluss nehmen. Sie befürchteten auch eine Vermännlichung und Verrohung der Frauen, wenn sie in das «schmutzige Geschäft» der Politik einsteigen würden. Politische Streitigkeiten würden den Familienfrieden stören und die Autorität des Ehemanns und Vaters als Familienoberhaupt untergraben.
Die Aktivistinnen waren zudem der Meinung, dass die Frauen mit der Arbeit in der Familie und der Gesellschaft schon genügend belastet seien. Dabei und bei ihren Problemen wie sexuelle Gewalt und Benachteiligung am Arbeitsplatz würde ihnen das Stimmrecht nicht helfen. Vor allem die weniger gebildeten Frauen müssten vor dieser weiteren Pflicht geschützt werden. Belastend für sie seien auch die anderen Pflichten, die der Gewährung gleicher Rechte unweigerlich folgen würden, wie die Militärpflicht.
Die meist politisch bürgerlich oder rechts eingestellten Aktivistinnen empfanden aber auch allgemein die sozialen Veränderungen der 1950er- und 1960er-Jahre als Bedrohung der gesellschaftlichen Ordnung und damit auch der eigenen Stellung. Sie befürchteten etwa als Folge des Frauenstimmrechts einen Linksrutsch der Schweizer Politik, weil sie die «einfachen Frauen» als durch die Linke manipulierbar einschätzten. Sie waren zudem überzeugt davon, dass viele (konservative) Frauen vor allem auf dem Land das Stimmrecht gar nicht wollten. Damit lässt sich ihr paradox anmutender politischer Aktivismus auch als rationale Verfolgung eigener politischer Interessen deuten.

## Publikationen
- Der Züri-Bote (1966)